# Triticites
Triticites is een geslacht van benthische foraminifera van de subfamilie Schwagerininae, van de familie Schwagerinidae, van de superfamilie Fusulinoidea, van de onderorde Fusulinina en van de orde Fusulinida. De typesoort is Miliolites secalicus. Het chronostratigrafische bereik strekt zich uit van het Stephanien (Boven-Carboon) tot het Sakmarien (Onder-Perm).

## Classificatie
Talrijke soorten Triticites zijn beschreven. Een van de meest interessante of bekendste soorten zijn:
- Triticites secalicus †
- Triticites schwageriniformis †

In Triticites zijn de volgende subgenres overwogen:
- Triticites (Darvasites), geaccepteerd als geslacht Darvasites
- Triticites (Jigulites), ook beschouwd als geslacht Jigulites
- Triticites (Leptotriticites), geaccepteerd als geslacht Leptotriticites
- Triticites (Miliolites), ook beschouwd als geslacht Miliolites en geaccepteerd als Miliola
- Triticites (Montiparus), geaccepteerd als geslacht Montiparus
- Triticites (Rauserites), ook beschouwd als geslacht Rauserites, maar overwogen nomen nudum
- Triticites (Tianshanella), ook beschouwd als geslacht Tianshanella